# Gauliga Mitte
Die Gauliga Mitte war ab 1933 eine von insgesamt 16 obersten Fußball-Gauligen, die nach der nationalsozialistischen Machtübernahme in Deutschland neu erschaffen wurden. Mit ihrer Ausspielung wurde der Mitteldeutsche Teilnehmer an der Endrunde zur Deutschen Meisterschaft ermittelt. Die Gauliga Mitte umfasste im Wesentlichen das heutige Territorium der Bundesländer Sachsen-Anhalt und Thüringen sowie kleine Rand-Gebiete Nordsachsens und Südwestbrandenburgs.

## Geschichte

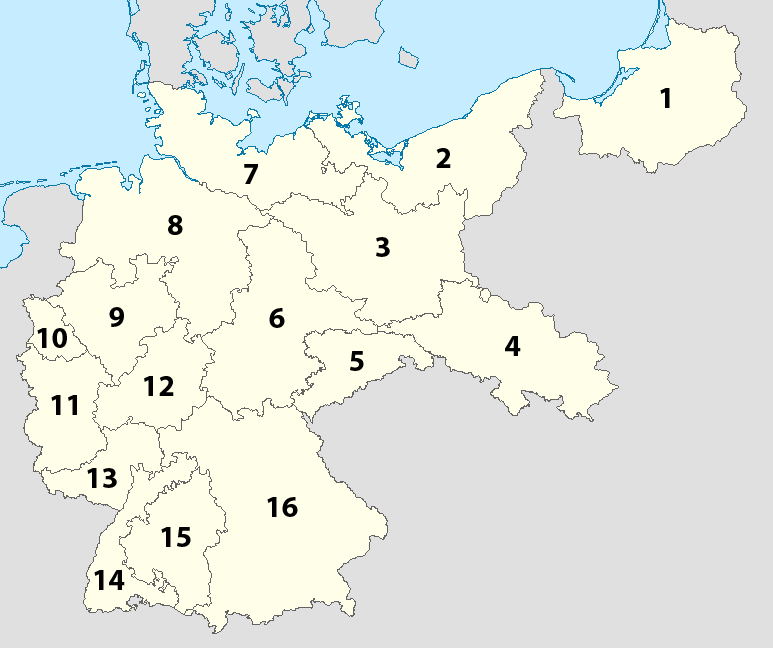
Die Gau-Einteilung ab 1933/34
Nr. 6 = Sportgau Mitte

Die Gauliga Mitte startete ab 1933/34 mit zehn Vereinen in ihre Auftakt-Saison und behielt diese Struktur, mit Ausnahme einer zwischenzeitlichen Verringerung wegen Zurücksetzung des SV 08 Steinach sowie des 1. FC 07 Lauscha bis 1944 konstant bei. Auf sportlicher Ebene wurde die Liga in der Zeit ihres Bestehens sehr eindrücklich vom SV Dessau 05 und dem 1. SV 03 Jena bestimmt, die insgesamt zehn Meisterschaftstitel errangen. Während der damit verbundenen Teilnahmen an den Deutschen Meisterschaften, verbuchten die Vertreter der Gauliga Mitte, keine wirklich erwähnenswerten Erfolge.
In der Spielzeit 1944/45 wurde der überregionale Spielbetrieb im Bereich der Gauliga Mitte eingestellt. Der Spielbetrieb in der Region wurde in 15 Bezirken aufgenommen, kam aber durch die sich rasant entwickelnden Kriegswirren schon nach wenigen Spieltagen völlig zum Erliegen.

## Gaumeister 1934–1944
| Saison  | Gaumeister Gau Mitte      | Abschneiden Deutsche Meisterschaft | Deutscher Meister         |
| ------- | ------------------------- | ---------------------------------- | ------------------------- |
| 1933/34 | Hallescher FC Wacker      | Gruppen-Vierter / Gruppe D         | FC Schalke 04             |
| 1934/35 | 1. SV 03 Jena             | Gruppen-Vierter / Gruppe D         | FC Schalke 04             |
| 1935/36 | 1. SV 03 Jena             | Gruppen-Dritter / Gruppe C         | 1. FC Nürnberg            |
| 1936/37 | SV Dessau 05              | Gruppen-Dritter / Gruppe C         | FC Schalke 04             |
| 1937/38 | SV Dessau 05              | Gruppen-Vierter / Gruppe B         | Hannover 96               |
| 1938/39 | SV Dessau 05              | Gruppen-Vierter / Gruppe 3         | FC Schalke 04             |
| 1939/40 | 1. SV 03 Jena             | Gruppen-Vierter / Gruppe 2         | FC Schalke 04             |
| 1940/41 | 1. SV 03 Jena             | Gruppen-Zweiter / Gruppe 2a        | SK Rapid Wien             |
| 1941/42 | SV Dessau 05              | Achtelfinale                       | FC Schalke 04             |
| 1942/43 | SV Dessau 05              | 1. Runde                           | Dresdner SC               |
| 1943/44 | SV Dessau 05              | 1. Runde                           | Dresdner SC               |
| 1944/45 | kriegsbedingt abgebrochen | kriegsbedingt abgebrochen          | kriegsbedingt abgebrochen |

## Rekordmeister
Rekordmeister der Gauliga Mitte ist der SV Dessau 05, welcher die Gau-Meisterschaft insgesamt sechsmal gewann.
|  | Verein               | Titel | Jahr                               |
|  | -------------------- | ----- | ---------------------------------- |
|  | SV Dessau 05         | 6     | 1937, 1938, 1939, 1942, 1943, 1944 |
|  | 1. SV 03 Jena        | 4     | 1935, 1936, 1940, 1941             |
|  | Hallescher FC Wacker | 1     | 1934                               |

## Ewige Tabelle
Berücksichtigt sind alle Spielzeiten der Gauliga Mitte ab 1933/34 bis 1943/44. 
  [ Die abgebrochene Spielzeit 1944/45 floss statistisch nicht mit ein.]
| Pl. | Verein                          | Jahre | Sp. | S   | U  | N  | T+  | T-  | Diff. | Punkte  | Ø-Pkt. | Titel | Spielzeiten nach Saison-Jahren |
| --- | ------------------------------- | ----- | --- | --- | -- | -- | --- | --- | ----- | ------- | ------ | ----- | ------------------------------ |
| 1.  | 1. SV 03 Jena                   | 11    | 190 | 115 | 21 | 54 | 468 | 308 | +160  | 251:129 | 1,32   | 4     | 1934–44                        |
| 2.  | SV Dessau 05                    | 9     | 152 | 112 | 17 | 23 | 603 | 184 | +419  | 241:63  | 1,59   | 6     | 1936–44                        |
| 3.  | FuCC Cricket-Viktoria Magdeburg | 8     | 136 | 58  | 22 | 56 | 290 | 275 | +15   | 138:134 | 1,01   | –     | 1935–42                        |
| 4.  | SpVgg 02 Erfurt                 | 8     | 144 | 54  | 30 | 60 | 260 | 306 | −46   | 138:150 | 0,96   | –     | 1934–39, 1943–44               |
| 5.  | Hallescher FC Wacker            | 7     | 126 | 54  | 22 | 50 | 274 | 248 | +26   | 130:122 | 1,03   | 1     | 1934–37, 1942–44               |
| 6.  | SC Erfurt 1895                  | 7     | 126 | 46  | 23 | 57 | 216 | 263 | −47   | 115:137 | 0,91   | –     | 1934–36, 1938, 1942–44         |
| 7.  | FV Sportfreunde Halle           | 7     | 122 | 44  | 23 | 55 | 227 | 294 | −67   | 111:133 | 0,91   | –     | 1935–38, 1940, 1943–44         |
| 8.  | VfL Halle 1896                  | 7     | 118 | 41  | 22 | 55 | 242 | 297 | −55   | 104:132 | 0,88   | –     | 1938–44                        |
| 9.  | FC Thüringen Weida              | 6     | 100 | 42  | 17 | 41 | 208 | 191 | +17   | 101:99  | 1,01   | –     | 1937–42                        |
| 10. | SV 08 Steinach                  | 4     | 72  | 37  | 11 | 24 | 164 | 116 | +48   | 85:59   | 1,18   | –     | 1934–36, 1939                  |
| 11. | SV Merseburg 99                 | 6     | 104 | 30  | 20 | 54 | 166 | 238 | −72   | 80:128  | 0,77   | –     | 1934–35, 1937–40               |
| 12. | Magdeburger FC Viktoria 1896    | 4     | 72  | 20  | 18 | 34 | 126 | 168 | −42   | 58:86   | 0,81   | –     | 1934–37                        |
| 13. | 1. FC 07 Lauscha                | 4     | 72  | 24  | 10 | 38 | 132 | 187 | −55   | 58:86   | 0,81   | –     | 1936–39                        |
| 14. | Dessauer SV 98                  | 3     | 54  | 18  | 12 | 24 | 122 | 171 | −49   | 48:60   | 0,89   | –     | 1942–44                        |
| 15. | 1. SV Gera                      | 4     | 64  | 19  | 9  | 36 | 125 | 198 | −73   | 47:81   | 0,73   | –     | 1940–43                        |
| 16. | SpVg Zeitz 1910                 | 3     | 50  | 18  | 3  | 29 | 88  | 132 | −44   | 39:61   | 0,78   | –     | 1941–43                        |
| 17. | VfL 1911 Bitterfeld             | 2     | 36  | 15  | 6  | 15 | 66  | 74  | −8    | 36:36   | 1      | –     | 1934–35                        |
| 18. | KSG Reichsbahn SG/VfL Merseburg | 1     | 18  | 9   | 3  | 6  | 58  | 38  | +20   | 21:15   | 1,17   | –     | 1944                           |
| 19. | FV Fortuna Magdeburg            | 2     | 36  | 6   | 8  | 22 | 60  | 127 | −67   | 20:52   | 0,56   | –     | 1934, 1939                     |
| 20. | FC Preußen 02 Burg              | 1     | 18  | 4   | 0  | 14 | 25  | 39  | −14   | 8:28    | 0,44   | –     | 1944                           |
| 21. | MSC Preußen 1899                | 1     | 18  | 2   | 2  | 14 | 24  | 59  | −35   | 6:30    | 0,33   | –     | 1934                           |
| 22. | SC Apolda 1910                  | 1     | 14  | 2   | 1  | 11 | 20  | 51  | −31   | 5:23    | 0,36   | –     | 1941                           |

## Ligasystem
Nach Gründung der Gauliga Mitte 1933 ergab sich folgendes Ligen-System. 
 Die regionalen Einteilungen der unteren Klassen, unterlagen im Laufe des Bestehens der Strukturen, einigen Änderungen.
| Ebene | Spielklassen des Gau Mitte 1933/34 | Spielklassen des Gau Mitte 1933/34                                                                                   | Spielklassen des Gau Mitte 1933/34 |
| ----- | --- | --- | --- |
| 1     | Gauliga Mitte 10 Vereine Platz 1: Qualifikation deutsche Fußballmeisterschaft Platz 9–10: Absteiger                                                   | Gauliga Mitte 10 Vereine Platz 1: Qualifikation deutsche Fußballmeisterschaft Platz 9–10: Absteiger                  | Gauliga Mitte 10 Vereine Platz 1: Qualifikation deutsche Fußballmeisterschaft Platz 9–10: Absteiger                                                                                           |
| 2     | Bezirksklasse Halle-Merseburg 12 Vereine Platz 1: Aufstiegsrunde Platz 11–12: Absteiger                                                               | Bezirksklasse Magdeburg-Anhalt 12 Vereine Platz 1: Aufstiegsrunde Platz 11–12: Absteiger                             | Bezirksklasse Thüringen 12 Vereine Platz 1: Aufstiegsrunde Platz 11–12: Absteiger |
| 3     | 1. Kreisklasse Kyffhäuser 1. Kreisklasse Saale 1. Kreisklasse Saale-Elster 1. Kreisklasse Mulde 1. Kreisklasse Elbe-Elster je Platz 1: Aufstiegsrunde | 1. Kreisklasse Altmark 1. Kreisklasse Magdeburg 1. Kreisklasse Harz 1. Kreisklasse Anhalt je Platz 1: Aufstiegsrunde | 1. Kreisklasse Wartburg 1. Kreisklasse Westthüringen 1. Kreisklasse Südthüringen 1. Kreisklasse Nordthüringen 1. Kreisklasse Ostthüringen 1. Kreisklasse Osterland je Platz 1: Aufstiegsrunde |
| 4     | 2. Kreisklassen | 2. Kreisklassen | 2. Kreisklassen |

### Bezirksklassen
Den zweitklassigen Unterbau der Gauliga Mitte bildeten die Bezirksklassen Halle-Merseburg, Magdeburg-Anhalt und Erfurt-Thüringen. Die drei Bezirksmeister spielten dann in einer Aufstiegsrunde die beiden Aufsteiger in die Gauliga aus. Ab 1940/41 wurden die Bezirksklassen in 1. Klasse umbenannt. Folgend eine Übersicht über jeweilige Sieger. 
 [ Fettdruck = Erst-und-Zweitplatzierte Vereine, die somit den Aufstieg in die nächstjährige Gauliga-Saison realisierten.]
| Saison    | Meister Halle-Merseburg | Meister Magdeburg-Anhalt   | Meister Erfurt-Thüringen |
| --------- | ----------------------- | -------------------------- | ------------------------ |
| 1933/34   | FV Sportfreunde Halle   | Cricket-Viktoria Magdeburg | 1. FC 07 Lauscha         |
| 1934/35   | VfL Halle 96            | SV Dessau 05               | 1. FC 07 Lauscha         |
| 1935/36   | SV Merseburg 99         | FC Viktoria Stendal        | FC Thüringen Weida       |
| 1936/37   | VfL Halle 96            | Saxonia 07 Tangermünde     | SC Erfurt 1895           |
| 1937/38   | VfL 1911 Bitterfeld     | FV Fortuna Magdeburg       | SV 08 Steinach           |
| 1938/39   | FV Sportfreunde Halle   | FC Preußen 02 Burg         | 1. SV Gera               |
| 1939/40   | SpVgg Zeitz 1910        | FV Fortuna Magdeburg       | SC Apolda                |
| 1940/41 a | Hallescher FC Wacker    | SV Dessau 98               | SC Erfurt 1895           |
| 1941/42   | FV Sportfreunde Halle   | FV Fortuna Magdeburg       | SpVgg 02 Erfurt          |
| 1942/43   | KSG RB/VfL Merseburg    | FC Preußen 02 Burg         | LSV Nordhausen           |